# Cwmbran Town
Cwmbran Town F.C. is een voetbalclub uit Cwmbran in Wales die speelt in de League of Wales.

## Geschiedenis
De club werd in 1951 opgericht toen Whiteheads AFC ophield te bestaan. Na te hebben gespeeld in enkele lokale competities, werd in 1960 overgestapt naar het nationale competitievoetbal. Vijftien jaar later werd het Cwmbran Athletics Stadium in gebruik genomen. Ondanks dit gloednieuwe en grote stadion degradeerde de club in 1978 door een laatste plaats in de hoogste divisie. In 1982 lukte het echter weer promotie af te dwingen, na een jaar eerder nog een slechte 16e plaats te hebben behaald.
In 1986 werd Cwmbran lid van de Football Association of Wales en was het een van de veertien clubs uit Wales die deel mocht nemen aan de Engelse FA Cup en FA Trophy. Enkele jaren later, in 1992, nam de club deel aan de oprichting van de League of Wales, onderdeel van het vernieuwde competitiesysteem van Wales en werd het meteen kampioen. Hierdoor mocht de club deelnemen aan de Europa Cup I, voorloper van de Champions League. In de kwalificatieronde voor dit Europese toernooi speelde de club twee zinderende wedstrijden tegen Cork City uit Ierland. Na een 3-2-overwinning in eigen huis werd in de uitwedstrijd met 2-1 verloren. Hierdoor werd de club uitgeschakeld op uitdoelpunten. Pas in 1997 mocht de club weer deelnemen aan een Europees toernooi, nadat de finale om de Welsh Cup met 2-1 werd verloren van kampioen Barry Town. Doordat die club deelnam aan de Champions League ging Cwmbran automatisch naar de inmiddels opgeheven Europa Cup II. De twee daaropvolgende jaren (1998 en 1999) leverden ook Europees voetbal op, waarin respectievelijk verloren werd van Bucerusti uit Roemenië en Celtic uit Schotland. Het meest recente Europese avontuur vond plaats in 2004 toen in de UEFA Cup over twee wedstrijden met 6-0 werd verloren van Maccabi Haifa uit Israël.
Sinds de oprichting van de League of Wales is Cwmbran Town een van de weinige clubs die altijd op het hoogste niveau heeft gespeeld. Een ander memorabel gegeven is dat de club aan alle vier de grote Europese competities heeft deelgenomen: de UEFA Cup, Europa Cup II, Intertoto Cup en Champions League. Alleen Juventus heeft dit, zij het met meer succes, ook weten te bereiken.

## Erelijst
- Kampioen League of Wales: 1993
- Kampioen Welsh League Division 2: 1968
- Winnaar Welsh League Cup: 1991
- Winnaar Gwent Senior Cup: 1995 en 1996
- Winnaar Monmouthshire Challenge Cup: 1955 en 1956

## Cwmbran in Europa
#Q = #kwalificatieronde, T/U = Thuis/Uit, W = Wedstrijd, PUC = punten UEFA coëfficiënten .
Uitslagen vanuit gezichtspunt Cwmbran Town
| Seizoen | Competitie       | Ronde | Land               | Club               | Totaalscore | 1e W    | 2e W    | PUC |
| ------- | ---------------- | ----- | ------------------ | ------------------ | ----------- | ------- | ------- | --- |
| 1993/94 | Champions League | Q     | Vlag van Ierland   | Cork City FC       | 4-4 u       | 3-2 (T) | 1-2 (U) | 2.0 |
| 1997/98 | Europacup II     | Q     | Vlag van Roemenië  | Național Boekarest | 2-12        | 2-5 (T) | 0-7 (U) | 0.0 |
| 1999/00 | UEFA Cup         | Q     | Vlag van Schotland | Celtic FC          | 0-10        | 0-6 (T) | 0-4 (U) | 0.0 |
| 2000    | Intertoto Cup    | 1R    | Vlag van Moldavië  | Nistru Otaci       | 0-2         | 0-1 (T) | 0-1 (U) | 0.0 |
| 2001/02 | UEFA Cup         | Q     | Vlag van Slowakije | Slovan Bratislava  | 0-5         | 0-4 (T) | 0-1 (U) | 0.0 |
| 2003/04 | UEFA Cup         | Q     | Vlag van Israël    | Maccabi Haifa FC   | 0-6         | 0-3 (T) | 0-3 (U) | 0.0 |

Totaal aantal punten voor UEFA coëfficiënten: 2.0

## Selectie

### Keepers
- Nicolas Church
- Robbie Hallam
- Gareth Weson

### Verdedigers
- Michael Binning
- Terry Green
- Jason Price
- Daryl Tippings
- Nicky Ward

### Middenvelders
- Kyle Allcock
- Rhys Carpenter
- Jamie Edwards
- Geraint Goodridge
- Kristian Hambury
- Simon Heal
- Lewis James
- Martyn Phillips
- Chris Rogers

### Aanvallers
- Luke Fernquest
- Zaki Misbah
- Kieron Porter